# Kungafamiljens stiftelser
Kungafamiljens stiftelser, eller De Kungliga Stiftelserna är ett samlingsnamn för ett antal stiftelser med anknytning till den svenska kungafamiljen.
Flertalet av Kungafamiljens stiftelser förvaltas av De Kungliga Hovstaterna. Några stiftelser förvaltas av andra huvudmän, såsom Stiftelsen Gustaf V:s Jubileumsfond från 1928, som förvaltas inom ramen för Radiumhemmets Forskningsfonder av Karolinska universitetssjukhuset i Solna. 
De Kungliga Stiftelserna förvaltar sammanlagt medel i storleksordningen 3,8 miljarder kronor.
Stiftelserna verkar framför allt inom områdena forskning, social hjälpverksamhet, vård och ungdomsverksamhet, kultur samt utbildning.

## Stiftelser och fonder i urval
- Stiftelsen Kungafonden Med folket för fosterlandet (1943, för skadedrabbade inom försvaret)
- Kungafonden (1952) – skapad genom insamling på Gustaf VI Adolfs sjuttiårsdag, nu sammanslagen med Konung Gustaf VI Adolfs fond för svensk kultur
- Drottning Silvias Jubileumsfond (forskning om barn och funktionshinder)
- Stiftelsen Konung Carl XVI Gustafs 50-årsfond för vetenskap, teknik och miljö (forskning, teknisk utveckling och företagande, som bidrar till uthålligt nyttjande av naturresurserna och bevarande av biologisk mångfald)
- H.M. Konungens Militär hospitals- och Medaljfonder (understöd till efterlevande make och barn efter vissa avlidna yrkesofficerare och civilmilitära personer)
- Stiftelsen Kungaparets Bröllopsfond (utvecklingsprojekt och aktiviteter för grupper av barn och ungdomar med funktionshinder)
- Prins Carl Gustafs Stiftelse (främst barn- och ungdomars verksamhet)
- H.M. Konungens Jubileumsfond för Ungdom i Sverige (barns och ungdoms fostran samt vetenskaplig forskning)
- Kronprinsessparets stiftelse (barn och ungdomar)
- Mentor, en ideell organisation som har till ändamål att förebygga våld och droganvändning bland barn och ungdomar. Verksamheten är global och projekt bedrivs i ett 70-tal länder. Paraplyorganisationen
- Mentor Foundation (barn och ungdomar, internationellt)
- Stiftelsen Global Child Forum, till 2013 World Child & Youth Forum (kunskapen om FN:s konvention om barnets rättigheter)
- Konung Carl XVI Gustafs Insamlingsstiftelse Ungt Ledarskap (ungdomars utbildning i ledarskap)
- Drottning Silvias Stiftelse – Care About the Children (utbildning, vård och omsorg för barn, i Sverige och internationellt)
- Prins Carl Philips och Prinsessan Sofias stiftelse (omsorgs- och utbildningsfrågor för barn och ungdomar)
- Stiftelsen Konung Gustaf VI Adolfs fond för svensk kultur (sammanslagning av tidigare Kungafonden och Gustaf VI Adolfs fond för svensk kultur, främjande av svensk kulturminnesvård och humanistisk forskning)
- Stiftelsen Gustaf V:s Jubileumsfond (cancerforskning)
- Stiftelsen Kronprinsessan Margarethas Minnesfond (social hjälpverksamhet)
- Stiftelsen Konung Oscar II:s och Drottning Sophias Guldbröllopsminne (social hjälpverksamhet)
- Prins Carl Gustafs Stiftelse (vård och ungdomsverksamhet)
- Stiftelsen Konung Gustaf V:s 90-årsfond (vård och ungdomsverksamhet)
- Stiftelsen Prins Gustaf Adolfs och Prinsessans Sibyllas Minnesfond (vård och ungdomsverksamhet)
- Stiftelsen Prins Eugens Waldemarsudde
- Stiftelsen Herman Friedländers Militärstipendium
- Stiftelsen Prins Bertils fond för svensk industriell utbildning och teknisk integration i Europa (utbildning)
- Prins Bertils och Prinsessan Lilians Idrottsstiftelse (utbildning)